# Lorttjärnen (Enångers socken, Hälsingland)
Lorttjärnen är en sjö i Hudiksvalls kommun i Hälsingland och ingår i Nianån-Norralaåns kustområde. Sjön är 5,1 meter djup, har en yta på 0,0826 kvadratkilometer och befinner sig 182,1 meter över havet.

## Delavrinningsområde
Lorttjärnen ingår i det delavrinningsområde (682892-155236) som SMHI kallar för Mynnar i Grängsjön. Medelhöjden är 205 meter över havet och ytan är 1,52 kvadratkilometer. Det finns inga avrinningsområden uppströms utan avrinningsområdet är högsta punkten. Vattendraget som avvattnar avrinningsområdet har biflödesordning 3, vilket innebär att vattnet flödar genom totalt 3 vattendrag innan det når havet efter 19 kilometer. Avrinningsområdet består mestadels av skog (85 procent). Avrinningsområdet har 0,08 kvadratkilometer vattenytor vilket ger det en sjöprocent på 5,5 procent.